# جایزه نوبل شیمی

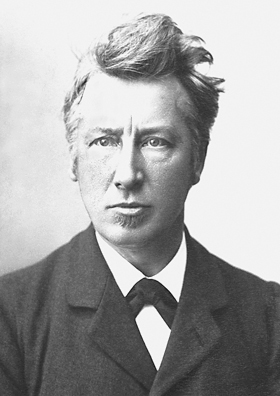
یاکوبوس هنریکوس وانت‌هوف (۱۸۵۲–۱۹۱۱)، دانشمند هلندی و برندهٔ نخستین جایزهٔ نوبل شیمی

جایزهٔ نوبل شیمی یکی از پنج جوایز نوبل است که هر سال از سوی آکادمی سلطنتی علوم سوئد اعطا می‌شود.

## برندگان جایزهٔ نوبل شیمی
نخستین جایزهٔ نوبل شیمی در سال ۱۹۰۱ میلادی به یاکوبوس هنریکوس وانت‌هوف دانشمند هلندی برای کشف قوانین دینامیک شیمیایی و فشار اسمزی در محلول‌ها اعطا شد. براساس آمار، تا سال ۲۰۱۱، به ترتیب کشورهای آمریکا (۳۳٫۳٪)، آلمان (۱۸٫۲٪)، بریتانیا (۱۳٫۸٪)، فرانسه (۴٫۴٪) و ژاپن (۳٫۷٪)، پنج کشور برتر از نظر دریافت بیشترین تعداد جوایز نوبل شیمی می‌باشند. همچنین تاکنون ۴ زن موفق به دریافت نوبل شیمی شده‌اند.